# Motýlovec věncový
Motýlovec věncový (Hedychium coronarium) je rostlina s bílými nebo žlutými květy, které vydávají velmi silnou vůni. Náleží do čeledi zázvorníkovitých (Zingiberaceae).
Původně pochází z východní Asie, kde roste v horských oblastech Indie a Nepálu. Je však národní rostlinou Kuby, kde jí nazývají mariposa (motýl). Je také velmi oblíbena v Brazílii, kde se invazivně šíří, mimo jiné v jižní části amazonského pralesa. Portugalský název odpovídá překladu „lilie bažinná“ (lírio do brejo).